# Kościany Przyjemniaczek
Kościany Przyjemniaczek (ang. Skulduggery Pleasant) – debiut irlandzkiego dramatopisarza Dereka Landy'ego, opublikowany w 2007. Jest to seria książek (dotąd wydano dwie, planowanych jest dziewięć). Opowieść łączy cechy horroru, komedii i science-fiction. Książka zdobyła nagrodę Red House Children's Book Award.

## Części serii

### Kościany Przyjemniaczek
Gdy umiera wujek Stephanie Edgley, powieściopisarz, dziewczyna otrzymuje spadek po wujku, wliczając w to jego posiadłość i prawa do jego bestsellerów. Gdy Stephanie nocuje w domu wuja, nagle zostaje zaatakowana przez tajemniczego nieznajomego, jednak wkrótce przybywa poznany po pogrzebie Kościany Przyjemniaczek. Stephanie odkrywa, że Przyjemniaczek tak naprawdę jest szkieletem maga zabitego podczas wieloletniej wojny magów. Przyjemniaczek prowadzi śledztwo związane z jego dawnym wrogiem - Nefarianem Serpine'em. Podejrzewa, że Gordon Edgley miał coś, czego potrzebował Serpine i dlatego go zabił. Stephanie namawia Przyjemniaczka do współpracy.
Stephanie dowiaduje się, że każdy mag posiada trzy imiona: własne (prawdziwe), nadane (od innych) i przybrane (które sam przybiera); gdy czarownik pozna imię nadane, posiada pewną kontrolę nad tym, kto je nosi. Imię przybrane ma przed tym chronić. Poznaje także przyjaciół Przyjemniaczka: Chinę Smętek (China Sorrows), Ohyda Namiarę (Ghastly Bespoke) i Tanitę Niż (Tanith Low) oraz posępnego dżentelmena i najsilniejszego człowieka na Ziemi w jednym, pana Błogiego (Mr. Bliss).
Wkrótce dowiadują się, że Serpine szuka broni o nazwie Berło Pradawnych (The Sceptre of the Ancients), z pomocą których pierwsi magowie wygnali złych bogów, Tych Bez Twarzy (The Faceless Ones). Po kilku starciach i włamaniach, Przyjemniaczek zostaje porwany, jednak Stephanie (przyjmując nowe imię, Walkiria Kain) wraz z przyjaciółmi uwalnia go. Dowiedziawszy się, gdzie jest Berło, chcą je zabrać przed Serpine'em, lecz spóźniają się; zostają zdradzeni przez Błogiego i zmuszeni do ukrycia się.
W międzyczasie wychodzi na jaw prawdziwy plan Serpine'a: chce użyć Berła, aby zabić Starszych, chroniących Księgę Imion. Gdy uda mu się ją zdobyć, będzie władał każdym na Ziemi. Stephanie odkrywa, że jej rodzina to potomkowie Pradawnych, a ona sama również posiada zdolności magiczne.
Wkrótce dochodzi do ostatecznej konfrontacji. Tanita zostaje ciężko ranna przez sługę Serpine'a, Białego Rębacza (White Cleaver), w czasie walki jednak Przyjemniaczek niszczy Księgę i używa Berła przeciwko Serpine'owi, zabijając go. Stephanie wraca do domu, pokazując Przyjemniaczkowi, czego się nauczyła. Przyjemniaczek komentuje to jednym słowem: Magia.

### Kościany Przyjemniaczek: Zabawa z ogniem
Życie Stephanie i Przyjemniaczka upływa spokojnie, dopóki jeden z trzech generałów Mevolenta (głównego przywódcy sił zła w wojnie magów) - Baron Mściwiec (Baron Vengeous) - nie przybywa, aby ożywić starodawnego potwora, zwanego Groteską, stworzonego ze szczątków Tych Bez Twarzy. Ostatnim elementem jego planu jest krew Stephanie. Dziewczyna i Przyjemniaczek starają się go pokonać, zanim zdoła dokonać swoich planów.

### Kościany Przyjemniaczek: Ci Bez Twarzy
W trzeciej części Przyjemniaczek i Walkiria starają się powstrzymać Diablarię - sekretną organizację, która manipulowała Baronem Mściwcem i próbuje doprowadzić do otwarcia portalu, co sprowadzi Tych Bez Twarzy - starożytnych bogów, którzy będą chcieli przejąć władzę nad całym światem.Nie zostanie jednak przetłumaczona na język polski.

### Kościany Przyjemniaczek: Dark Days
4 część nosi nazwę Dark Days (Ciemne Dni) została wydana w 2010 roku. Niestety, nie zostanie przetłumaczona na język polski. Kościany został uwięziony w innym wymiarze. Nie ma żadnego, zatwierdzonego przez Sanktuarium planu, aby go ocalić. Ale Walkiria jakoś nigdy nie miała czasu na plany...

### Kościany Przyjemniaczek: Mortal Coil
5 Książka nazywa się Mortal Coil (Cielesna Powłoka), została wydana w 2010 roku i również nie będzie przetłumaczona na język polski. Tym razem Walkiria, starająca się utrzymać w tajemnicy swój mroczny sekret, razem z Przyjemniaczkiem będą musieli odeprzeć plagę przejmujących ciało duchów (w oryginale: Remnants), oraz ataki zabójcy, potrafiącego zabić nawet Kościanego Przyjemniaczka...

### Kościany Przyjemniaczek. Death Bringer
6 część cyklu. Została wydana w 2011 r. Nie będzie tłumaczona na język polski. Death Bringer pojawił się. Kościany i Walkiria mają siedem dni na odkrycie tajemnicy Nekromantów, zanim będzie za późno. Co gorsza, Lord Vile jest znów na wolności...

### Skulduggery Pleasant: Kingdom Of The Wicked
Nowa książka zapowiedziana na blogu Dereka Landy. Tym razem na świecie rozpęta się epidemia... magii. Zwykli ludzie zyskają nadnaturalne zdolności, zagrażając w ten sposób sobie i ludziom w swoim otoczeniu. Książka została wydana 24 czerwca w Nowej Zelandii i Australii, a w Wielkiej Brytanii 30 sierpnia.